# نیم‌منقاری توندانو
نیم‌منقاری توندانو (نام علمی: Tondanichthys kottelati) نام یک گونه از تیره نیم‌منقارماهی‌های زنده‌زا است.